# Paul-Joseph Caïtucoli
Paul-Jo Caitucoli (Arghjusta Muricciu, 23 d'abril del 1969) és un polític cors. És conseller general del cantó de Petreto-Bicchisano des de març de 2008 per la llista unitària PNC-Chjama Naziunale. Des d'aleshores ha esdevingut el primer nacionalista de la història de Còrsega a obtenir seient al Consell General 
Va obtenir la seva victòria a la segona volta amb el 45,33% dels sufragis, amb més de 200 vots més que el segon.